# Elton Junior
Elton Alves Ribeiro de Carvalho Junior, (São José dos Campos, São Paulo, 08 de julho de 1974) é um Médico e político brasileiro, filiado ao União Brasil.
Nas eleições de 2022, foi eleito deputado estadual por São Paulo com 46.042 votos (0,20% dos votos válidos). É médico, cirurgião geral e intensivista, foi vereador em 2º mandato na cidade de São José dos Campos, perdeu o mandato na câmara por infidelidade partidária.